# SARS-CoV-2
SARS-CoV-2 (скорочено від англ. Severe Acute Respiratory Syndrome Coronavirus 2), перекладається «Тяжкий Гострий Респіраторний Синдром Коронавірус 2», раніше відомий як новий коронавірус 2019 (2019-nCoV) — одноланцюговий РНК-вмісний штам виду SARSr-CoV роду бетакоронавірусів, що вперше був генетично виявлений 2019 року в пробі пацієнта з атиповою пневмонією під час спалаху пневмонії в Ухані 2019—2020 років. За даними Всесвітньої організації охорони здоров'я (ВООЗ), передача цього вірусу можлива від людини до людини повітряно-крапельним шляхом у межах сімей пацієнтів, тому можливі ширші спалахи.
Затверджена ВООЗ назва хвороби — коронавірусна хвороба 2019, скорочена офіційна назва Covid-2019 або COVID-19, що є абревіатурою від англ. Coronavirus disease 2019, де взято для скорочення Coronavirus disease. Разом із запровадженням нової назви вірусу, ВООЗ 11 лютого 2020 року відзначили його спорідненість з вірусом SARS-CoV, що спричинив у 2002—2004 роках тяжкий гострий респіраторний синдром (SARS). Специфічного лікування нової коронавірусної хвороби не існує[коли?], але наявні противірусні препарати можуть бути призначені лікарем.

## Назва
На початку пандемії вірус в народі називали «коронавірусом», «новим коронавірусом» та «коронавірусом Уханя». 30 січня в своїй доповіді ВООЗ рекомендувала тимчасове позначення «2019-nCoV», тоді як постійна назва мала бути визначена в документі МКХ згодом. Через обурення жителів міста Ухань з приводу вживання назви коронавірус Уханя, 9 лютого Державний комітет КНР з охорони здоров'я присвоїв тимчасову офіційну назву вірусу «Нова коронавірусна пневмонія» (англ. Novel Coronavirus Pneumonia NCP).
11 лютого 2020 року на брифінгу в Женеві генеральний директор ВООЗ заявив, що офіційно затверджено назву вірусу нового коронавірусу 2019-nCoV — SARS-CoV-2 від «Severe Acute Respiratory Syndrome Coronavirus 2», і захворювання, спричинене ним, отримало назву коронавірусна хвороба 2019, скорочено COVID-19, CO в назві означає «корона» (англ. corona), VI — «вірус» (англ. virus), а D — «захворювання» (англ. disease).

## Походження
Нуклеотидні послідовності нового бетакоронавірусу виявляють схожість з бетакоронавірусами, виявленими у кажанів. Однак вірус генетично відрізняється від інших коронавірусів, зокрема збудника тяжкого гострого респіраторного синдрому (SARS-CoV) та близькосхідного коронавірусного респіраторного синдрому (MERS-CoV). Як і SARS-CoV, він є членом лінії Beta-CoV B.
Описані п'ять генів нового коронавірусу: «BetaCoV / Wuhan / IVDC-HB-01/2019», «BetaCoV / Wuhan / IVDC-HB-04/2020», «BetaCoV / Wuhan / IVDC-HB-05/2019», «BetaCoV / Wuhan / WIV04 / 2019» та «BetaCoV / Wuhan / IPBCAMS-WH-01/2019». Дослідження проведені в Національному інституті контролю та профілактики вірусних захворювань, Інституту патогенної біології та лікарні Уханя. Послідовність одноланцюгової молекули РНК становить приблизно 30 тисяч нуклеотидів.
Аналіз, проведений дослідницькою групою з Уханського інституту вірусології показав, що геном цього коронавірусу на 96 % ідентичний геному коронавірусу кажанів. Вірус SARS-CoV-2 імовірно утворився від дикого предка десь у листопаді 2019 року. Вірус-предок майже напевно був вірусом, який наявний у організмі кажанів, не завдаючи їм шкоди (як і SARS-CoV), але циркулює в одного або кількох видів тварин, з якими могли контактувати люди. Імовірно, ці види тварин (природний резервуар) потрапили на ринок в Ухані. Попередник SARS-CoV-2 існував протягом певного невстановленого часу, ніколи не заражаючи людей, поки випадково не мутував, що перетворило його на сучасний SARS-CoV-2, який здатен заражати людину.
Дослідники в галузі молекулярної вірусології докладно розглядали можливість штучного походження SARS-CoV-2, і досягли висновку, що імовірність цього є надзвичайно малою, оскільки вірус має високу гомологію з природними штамами коронавірусів, які циркулюють у кажанів та панголінів. Крім того, його нуклеотидна послідовність не містить слідів генетичного втручання та не співпадає з відомими генетичними конструкціями, які використовують для дослідження коронавірусів.. При цьому в науковій спільноті наявні дослідники, які стверджують необхідність подальших досліджень і перевірок, щоб остаточно спростувати лабораторне походження вірусу.
Різноманітні політичні заяви щодо штучного походження вірусу робили держсекретар США Майк Помпео, китайські урядовці тощо. Натомість інші політичні інституції різних країн світу, зокрема Національна розвідка США спростовували цю тезу.

## Епідеміологія
Інкубаційний період для COVID-19 становить від 2 до 14 днів, а може і довше. Середній час інкубації становить 5 — 6 днів. Людина з клінічними симптомами вважається найбільш інфекційною. Особа заразлива вже до появи перших симптомів.
Вірус не передається повітряним шляхом. Це означає, що він не здатен переноситись потоками повітря на великі відстані від хворої людини.
Вірус може переміщуватись на відстань понад метр у часточках аерозолю, але такий аерозоль утворюється лише під час виконання специфічних медичних процедур. Наприклад, інтубація трахеї.
Перебуваючи поза організмом людини, вірус втрачає свою здатність викликати захворювання. Згідно із науковими даними, вірус 2019-nCoV на зовнішніх поверхнях залишається небезпечним для людини 3-4 години.

## Ліки
До оптимальних засобів підтримуючої терапії належить киснедотерапія пацієнтів з тяжким перебігом інфекції та осіб з групи ризику за тяжким перебігом інфекції, а також інтенсивна підтримка функції дихання у пацієнтів у вкрай тяжкому стані.
Дексаметазон є кортикостероїдним засобом, застосування якого може сприяти скороченню тривалості перебування на штучній вентиляції та рятувати життя пацієнтів з тяжким та вкрай тяжким перебігом захворювання.
За результатами дослідження ВООЗ Solidarity встановлено, що призначення схем лікування з ремдесивіром, гідроксихлорохіном, лопінавіром/ритонавіром та інтерфероном має вкрай слабкий вплив або зовсім не впливає на показник 28-денної смертності або протягом COVID-19 у госпіталізованих пацієнтів при стаціонарному лікуванні. Показано, що застосування гідроксихлорохіну є неефективним при лікуванні COVID-19
Сімнадцятого червня 2020 р. ВООЗ оголосила про припинення наукових досліджень у групі лікування гідроксихлорохіном у рамках дослідження ефективних препаратів для боротьби з COVID-19 «Solidarity»
ВООЗ не рекомендує самолікування будь-якими препаратами, включаючи антибіотики, для профілактики COVID-19 або усунення проявів цієї інфекції. ВООЗ координує зусилля в галузі розробки засобів для лікування COVID-19 та продовжить публікувати нові відомості у міру їх появи
Антибіотики не діють на віруси, вони активні лише щодо бактеріальних інфекцій. Захворювання COVID‑19 має вірусну природу, тому антибіотики не є ефективними. Не слід користуватися антибіотиками для профілактики або лікування COVID-19.
У деяких випадках лікарі призначають госпіталізованим пацієнтам антибіотикотерапію для профілактики або лікування вторинних бактеріальних інфекцій, які можуть ускладнювати перебіг COVID-19 у тяжких випадках. Застосування цих засобів допускається лише за призначенням лікаря з метою лікування бактеріальної інфекції.
Пошуком ліків також займається один з проєктів World Community Grid.

## Властивості віріонів

### Віріони
Віруси (лат. virus — отрута) — це група мікроорганізмів, яка відрізняється від прокаріотів і еукаріотів малими розмірами, відсутністю клітинної структури та протеїноутворювальних систем, вираженим цитотропізмом і облігатним внутрішньоклітинним паразитизмом. Віруси мають кардинальні властивості живого: самоорганізацію, самовідтворення, саморозвиток і саморегулювання життєдіяльності. Існують у формах (стадіях) віріону, провірусу, вегетативного вірусу. Віріони — позаклітинна спочиваюча форма (стадія) вірусів, які виконують функцію перенесення геному вірусів з однієї клітини в іншу або з одного організму в інший. Вони мають форму багатогранника, палички, нитки, овоїда, кулі, паралелепіпеда, сперматозоїда; їх розміри коливаються від 20 до 300 нм. Віріони безоболонкових (простих) вірусів складаються з нуклеоїду і капсиду (нуклеокапсид), оболонкових (складних) вірусів. — з нуклеоїду, капсиду і суперкапсиду.

### Оболонка
Як і в інших коронавірусів оболонку SARS-CoV-2 утворюють 4 білки: білок «шипа», нуклеокапсидний білок, мембранний білок, білок суперкапсиду. Білок «шипа», або S-білок є тримером, тобто утворюється 3 однаковими субодиницями. Цей тример містить 6 рецептор-зв'язувальних доменів, які призводять до зв'язування з мембранним білком АПФ-2, що є рецептором для проникнення вірусу всередину клітини.
На відміну від близького вірусу SARS-CoV, цей вірус еволюціонував убік більш щільної взаємодії з білком АПФ-2, що призводить до кращого проникнення в клітину.

### Передача та збереження середовищі
Основним чинником, що призводить до передачі вірусних частинок є потрапляння крапель слизу з ними від зараженої людини до слизових оболонок інших людей. Оскільки краплі слизу значно важче повітря, вони не затримуються в вигляді аерозолю, а падають на різні поверхні, де їх може торкнутися здорова людина, а потім перенести їх на слизову ока, рота чи носа, необережно доторкнувшись їх. Дослідження лабораторії США, препринт якого був опублікований 10 березня 2020 року, свідчить, що вірус може існувати в краплях рідини на сталевих і пластикових поверхнях впродовж 7-24 годин, а окремі частинки виявляються впродовж 2-3 діб. На мідній поверхні вірусні частинки детектуються впродовж 2-4 годин, а за 8 годин зникають. Утім у реальних умовах поза лабораторією ці показники можуть відрізнятися.
Згідно з дослідженнями у Франції, при знаходженні в середовищі з температурою 92°С протягом 15 хвилин вірус гине (зменшується на 98 %), при знаходженні в середовищі при температурі 60°С протягом 60 хвилин, кількість копій вірусу знижується на 44 %, при знаходженні в середовищі при температурі 56°С протягом 30 хвилин, кількість копій вірусу знижується на 36 %.
Дія на організм сонця чи температури вище 25o C не є засобом попередження захворюваності коронавірусом (COVID-19)
Вірусом, викликаючим COVID-19, неможливо заразитися через воду.
За повідомленням медичного журналу «British Medical Journal», ймовірно вроджений імунітет від COVID-19 мають до 50 % людей.

### Проникнення в організм людини
SARS-CoV-2 починає свій шлях з носової та ротової порожнини, очей та спускається в альвеоли легень, де відбувається газообмін.
Протеїновий шип на поверхні вірусу прикріплюється до рецептора АТФ альвеолярних клітин другого типу, що дозволяє вірусу проникати в клітину шляхом з′єднання ендосом чи мембран і виділяти свою РНК, яка в свою чергу захоплює клітину, заставляючи їй виробляти ще більше копій вірусу і випустити їх у альвеолу. Клітина-хазяїн при цьому гине, а нові коронавіруси заражають сусідні клітини.

## Початок пандемії
Перші встановлені випадки зараження вірусом відбулися 19 листопада 2019 року та 1 грудня 2019 року в Китаї.
Станом на 8 лютого 2020 року у світі було лабораторно підтверджено 34 909 випадків гострої респіраторної хвороби, спричиненої коронавірусом SARS-CoV-2, з них 724 закінчились смертю. Переважна кількість випадків зафіксовані в Китаї, але інфікованих було виявлено у 24 інших країнах світу. 7 лютого Міністерство охорони здоров'я України розпочало перемовини про евакуацію українських громадян з Уханя й інших міст провінції Хубей. 20 лютого українські громадяни, які прибули з КНР літаком в аеропорт Харків, були звідти доправлені автобусами до Нових Санжар і розміщені там у медичному центрі Нацгвардії України на 14 діб для обсервації. Також, на круїзному лайнері «Diamond Princess», що належить Японії було виявлено 135 осіб, котрі заразилися новим коронавірусом SARS-CoV-2, із них двоє — громадяни України, що працювали на лайнері й які, станом на 20 лютого, повністю видужали.
11 березня 2020 року ВООЗ офіційно оголосила пандемію коронавірусу у світі. Востаннє до того ВООЗ оголошувала пандемію 2009 року під час спалаху «свинячого грипу» H1N1.
Станом на 27 березня в світі кількість інфікованих перевищила 543 тисячі осіб, з них понад 25 тисяч померли і понад 125 тисяч подолали хворобу. В Україні станом на 23 квітня 2020 року — хворих: 7 170 осіб; одужало: 504 особи; померло: 187 осіб.

## Хвороба
COVID-19 — захворювання, яке спричинює коронавірус, який називається SARS-CoV-2. ВООЗ вперше дізналася про цей новий вірус ВООЗ 31 грудня 2019 р., отримавши повідомлення про групу випадків захворювання на «вірусну пневмонію» в місті Ухані, Китайська Народна Республіка
Симптоми коронавірусної хвороби:
- Гарячка
- Сухий кашель
- Втомлюваність

Менш поширені симптоми:
- Втрата запаху або смаку
- Нежить
- Головний біль
- Біль у горлі
- Біль у м'язах

Тяжкий перебіг COVID‑19 проявляється такими симптомами:
- задишка;
- втрата апетиту;
- сплутаність свідомості;
- завзяті болі або відчуття здавлення грудної клітки;
- висока температура тіла (вище 38 °C).[33]

Більшість (близько 80 %) пацієнтів, у яких з'являються симптоми захворювання, одужують без необхідності госпіталізації. Приблизно у 15 % пацієнтів розвивається серйозна форма захворювання, у якій необхідна киснедотерапія, а й у 5 % — дуже важка форма, потребує лікування за умов відділення інтенсивної терапії.
Можуть бути фатальні ускладнення, у тому числі дихальна недостатність, гострий респіраторний дистресс-синдром (ГРДС), сепсис і септичний шок, тромбоемболія та/або поліорганна недостатність, у тому числі ураження серця, печінки або нирок.
У поодиноких випадках у дітей через кілька тижнів після зараження може виникати тяжкий запальний синдром.
У деяких пацієнтів із перенесеною COVID-19 незалежно від того, чи була потрібна їм госпіталізація чи ні, зберігаються різні симптоми хвороби, у тому числі стомлюваність, респіраторні та неврологічні порушення. ВООЗ у співпраці з Глобальною технічною мережею з питань клінічного ведення COVID-19, дослідниками та об'єднаннями пацієнтів по всьому світу сприяє підготовці та проведенню досліджень стану пацієнтів після закінчення гострої фази хвороби для визначення того, яка частка пацієнтів стикається з довгостроковими наслідками хвороби та встановлення їх тривалості та причин виникнення. На основі цих досліджень будуть розроблені додаткові рекомендації щодо надання допомоги пацієнтам
Перші зареєстровані випадки зараження мали місце серед студентів університету — молодих людей, у яких захворювання зазвичай проходить у легшій формі, проте для розуміння тяжкості перебігу хвороби за варіантом «омікрон» потрібно від кількох днів до кількох тижнів. Всі варіанти вірусного збудника COVID-19, включаючи домінуючий у всьому світі варіант «дельта», можуть викликати тяжкий перебіг хвороби і призводити до летального результату, особливо серед найбільш вразливих осіб, у зв'язку з чим першочергове значення завжди має профілактика заражень.

## Мутація
SARS-CoV-2 повільно змутував у форму, яка менше небезпечна для людини. Зокрема, вважається, що у SARS-CoV-2 знизилися можливості з'єднання з рецептором ACE2 на клітинах людини
Мутація — це типове явище для усіх вірусів, а не тільки для SARS-CoV-2. Аналогічна ситуація спостерігається, наприклад, і з вірусом грипу.
На сьогодні вчені виявили багато різних штамів вірусу SARS-CoV-2, але найбільше занепокоєння викликають такі:
- «Дикий» (L) — уперше зафіксовано в Китаї в грудні 2019 року;
- «Альфа» (B.1.1.7) — уперше виявили у Великій Британії в грудні 2020 року;
- «Бета» (B.1.351) — уперше зафіксовано в Південно-Африканській Республіці в грудні 2020 року;
- «Гама» (P.1) — уперше знайдений у Бразилії в січні 2021 року;
- «Дельта» (B.1.617) — уперше виявлений в Індії у квітні 2021 року.[57]
- 26 листопада 2021 року ВООЗ за порадою Технічної консультативної групи ВООЗ з еволюції вірусів (TAG-VE) назвала варіант B.1.1.529 варіантом, що викликає занепокоєння, під назвою 《Омікрон》[58]

Поточний стан знань про варіант «омікрон»

В даний час вчені в Південній Африці та у всьому світі проводять дослідження для поглиблення розуміння численних властивостей варіанта «омікрон» і продовжать представляти результати цих досліджень у міру їх отримання

Контагіозність. Зараз незрозуміло, чи має варіант «омікрон» підвищену контагіозність (тобто здатність легше передаватися від людини до людини) в порівнянні з іншими варіантами, включаючи варіант «дельта». Хоча в районах Південної Африки, в яких циркулює даний варіант, збільшилася кількість осіб з позитивним результатом тесту на вірус, нині проводяться епідеміологічні дослідження для встановлення того, чи це викликано варіантом «омікрон» або іншими факторами.
Тяжкість захворювання. Досі не встановлено, чи викликає зараження варіантом «омікрон» тяжкий перебіг захворювання порівняно з іншими варіантами, включаючи варіант «дельта». Згідно з попередніми даними, частота госпіталізації пацієнтів у Південній Африці зростає, однак це може бути викликане загальним зростанням кількості інфікованих, а не специфічним зараженням варіантом «омікрон». В даний час немає інформації, що дозволяє вважати, що симптоми, пов'язані з інфікуванням «омікрон» відрізняються від симптомів, що викликаються іншими варіантами.
Ефективність захисту при раніше перенесеній інфекції SARS-CoV-2
Попередні дані, які, втім, мають обмежений характер, вказують на те, що в порівнянні з іншими варіантами, що викликають занепокоєння, варіант «омікрон» може підвищувати ризик повторного зараження (тобто, люди з раніше перенесеною COVID-19 можуть легше повторно інфікуватися) варіантом «омікрон». Найближчими днями та тижнями буде додаткова інформація з цього приводу.
Поточні дослідження
Нині з метою поглибленого вивчення варіанта «омікрон» ВООЗ координує роботу великої кількості дослідників у всьому світі. Вже проведені або готуються до проведення дослідження, спрямовані на оцінку контагіозності, тяжкості інфекції (у тому числі її симптоматики), ефективності вакцин та діагностичних тестів та ефективності засобів лікування.